# Figura (Vayreda)
Figura és una pintura sobre taula feta per Joaquim Vayreda i Vila durant la segona meitat del segle xix i que es troba conservada actualment a la Biblioteca Museu Víctor Balaguer, amb el número de registre 1675 d'ençà que va ingressar el 1956, provinent la col·lecció privada de Lluís Plandiura i Pou.

## Descripció
Es tracta d'un estudi de figura femenina. Es pot veure una noia vestida amb el vestit tradicional de catalana amb xal a les espatlles i espardenyes. Situada de perfil i recolzada d'esquena a un arbre.	

## Inscripció
Al quadre es pot llegir la inscripció Al darrere: Joaquim Vayreda/21-1843-1894.